# 亚洲文明博物馆
新加坡亚洲文明博物馆（英語：Asian Civilisations Museum，简称ACM），是新加坡四大博物馆之一，另外三大博物馆分别是新加坡土生文化馆、新加坡國家博物院和新加坡美术馆。
它是此地区最早成立的研究泛亚洲文化和文明的博物馆之一，主要研究中国、东南亚、南亚和西亚的物质文明史，新加坡的民族可以从当中追溯它们的祖先。

## 历史
该博物馆于1997年4月22日在亚美尼亚街的旧道南学校大楼首次开放，展品主要与中国文明相关。2003年3月2日，随着皇后坊大厦的修复，文明博物馆于在那里开放了新的旗舰博物馆，很快地将收藏品扩充到亚洲其他地区的范围。亚美尼亚街分馆于2006年1月1日关闭进行翻修，并于2008年4月25日重新开放，改为新加坡土生文化馆，专门研究土生华人文化。
2006年9月16日，博物馆正式推出了新标志，含有新标语“亚洲文明博物馆——亚洲文化活灵活现的地方！”。这个新的标志反映了博物馆位于历史悠久的新加坡河的位置特点，和藏品所体现的新加坡多元文化社会的起源。棕色的倒影图案暗示了博物馆是一个让人沉思的地方，而活泼的橙色代表着活力和能量。
2013年底，博物馆在进行品牌重塑活动后，又推出了新标志，标语为“亚洲的新加坡博物馆”。
2014年9月16日，博物馆被评为新加坡顶级博物馆，在貓途鷹旅行者之选奖中排名第九。该博物馆是新加坡唯一一家跻身亚洲十大博物馆之列的博物馆。
2015年11月15日，博物馆在2014年开始改造之后开放了新的区域。这次改造分阶段进行：第1阶段于2015年11月14日完成。第2阶段于2016年4月完成，随后还会有更多改造。

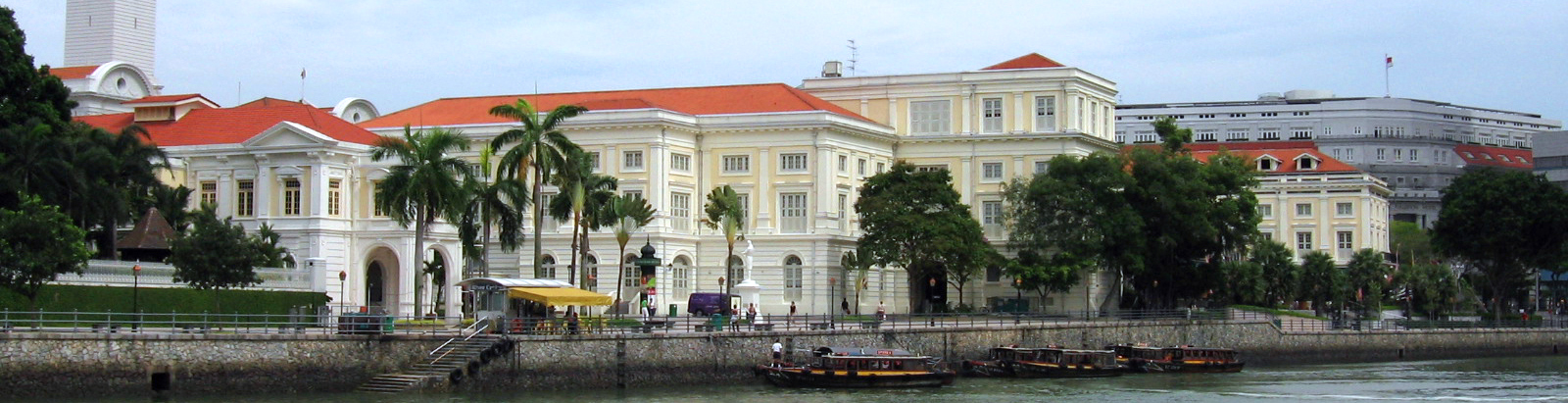
亚洲文明博物馆

## 展区与藏品

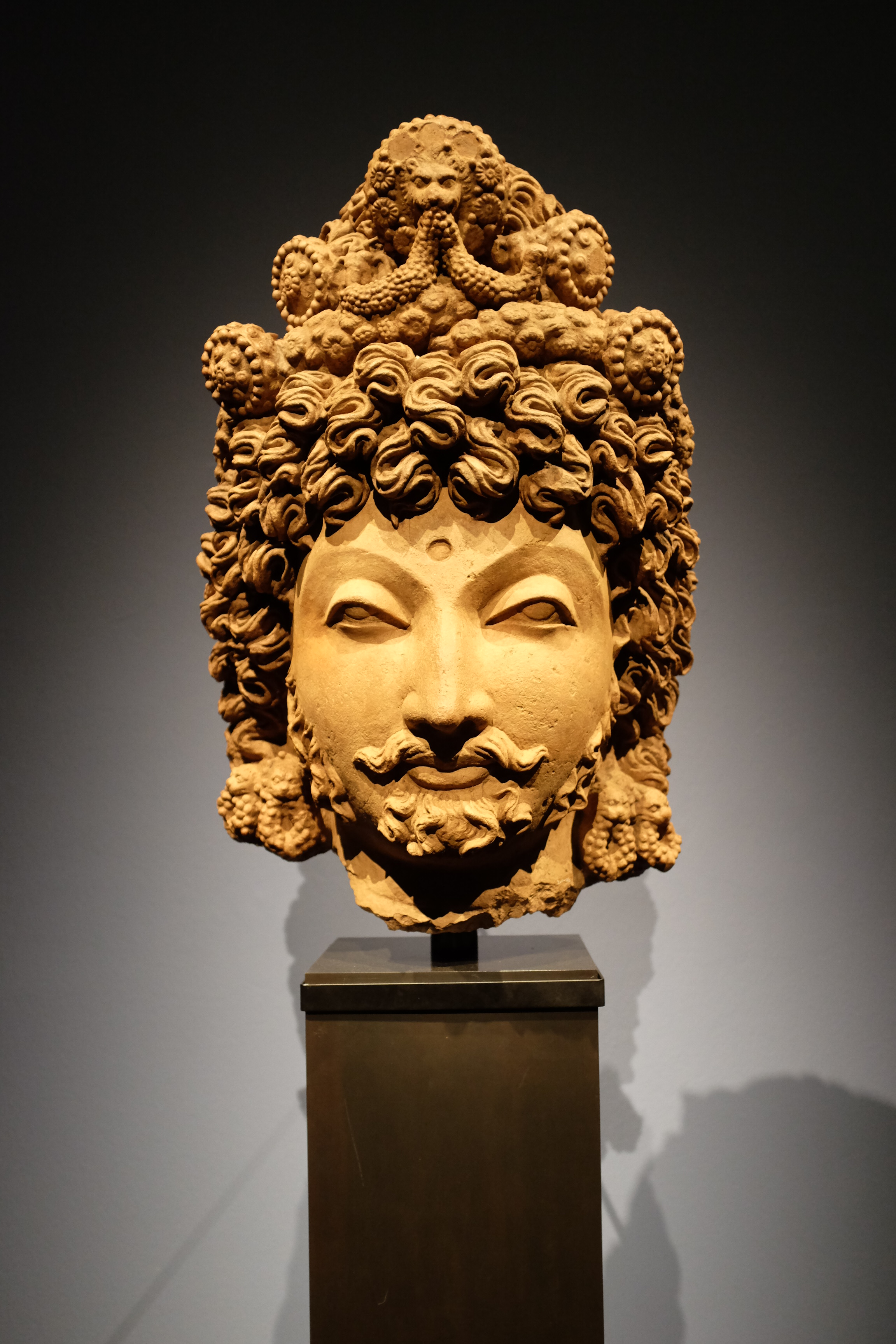
健馱邏國的菩萨头，约4世纪

馆内的中国藏品以精美的德化瓷像，道教和佛教塑像，外销瓷器，书法等装饰艺术为代表。
南亚展区的展品是来自各个时期的雕像，包括一些精美的朱罗王朝青铜器。特别值得注意的是一个朱罗王朝的乌马（Uma，湿婆的配偶，二人与其孩子的形象被称为索马斯甘达）的青铜雕塑。印度早期的佛教艺术的藏品以来自马图拉和健馱邏國流派的作品为代表，包括可以追溯到 迦膩色伽一世时代的稀有砂岩佛陀，以及犍陀罗菩萨的头像。其他值得注意的门类包括南印度木制品、尼泊尔及西藏青铜器、纺织品，和中世纪晚期的微缩模型、殖民地版画。
东南亚的藏品范围广泛，并含丰富的民族材料。藏品包括古代东南亚的贵族艺术品的代表作高棉雕塑、爪哇岛寺庙雕塑（一些是从莱顿租借来），缅甸及泰国的晚期佛教艺术，和越南的中国化寺庙艺术。土生华人的金器、纺织品、部落装饰和戏剧面具也是此类藏品的代表。
邱德拔展区是从于9世纪沉没的阿拉伯贸易船黑石号出水货物的展区，沉船于1997年在爪哇海的勿里洞岛发现，出水的货物包括唐朝时中国生产的60000多件保存完好的陶瓷，以及金银器。
博物馆也会组织一些临时展览，比如最近一次于2018年4月8日至7月29日的吴哥古迹主题的展览。

## 设施
博物馆有一个皇后（Empress）餐厅，在现代装修风格中销售传统中式菜肴；还有一个叫做 ACM的咖啡厅，全天提供餐饮服务。舞厅和大厅可用于举办各种活动。博物馆的商店有纪念品和各种关于亚洲艺术的书籍。